# Leonard Petrossian
Leonard Petrosian (en arménien Լեոնարդ Պետրոսյան), né le 13 octobre 1953 à Martouni, mort le 27 octobre 1999 lors de la fusillade du Parlement arménien de 1999, est un homme d'État arménien. Il avait également été appelé à de hautes fonctions au sein de la République du Haut-Karabagh.